# Émilie Ambre

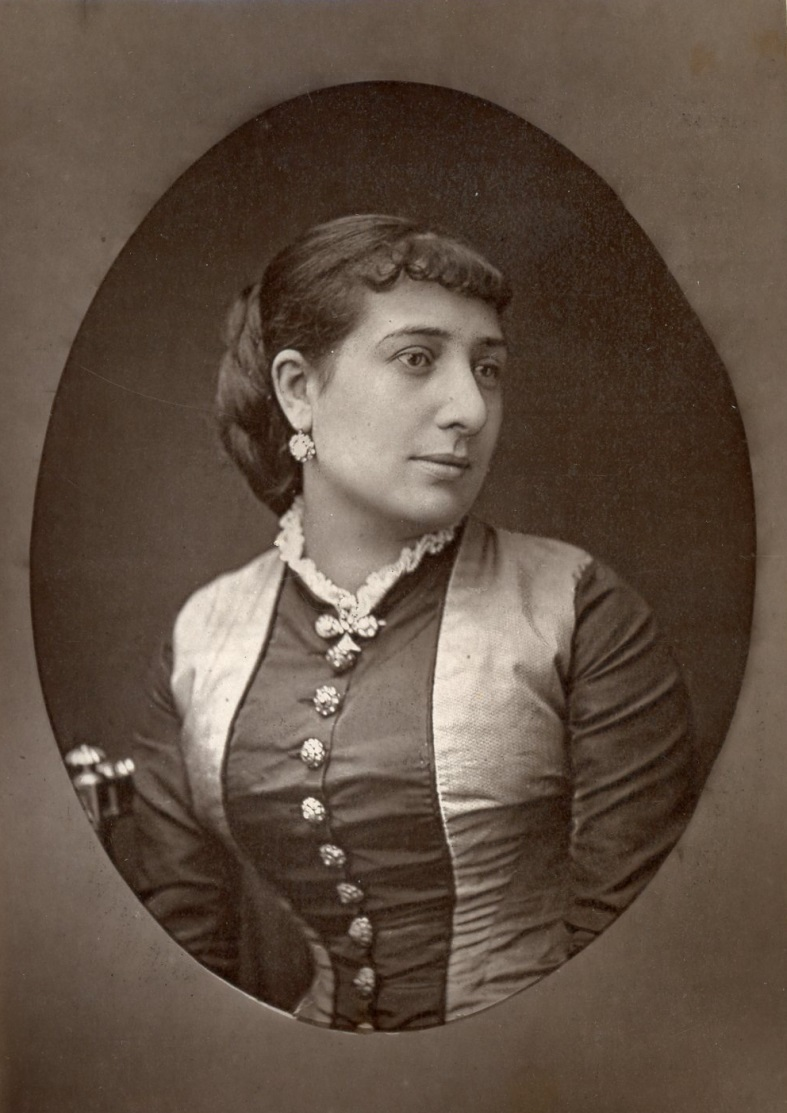
Émilie Ambre, um 1878,
Fotografie von Ferdinand Mulnier

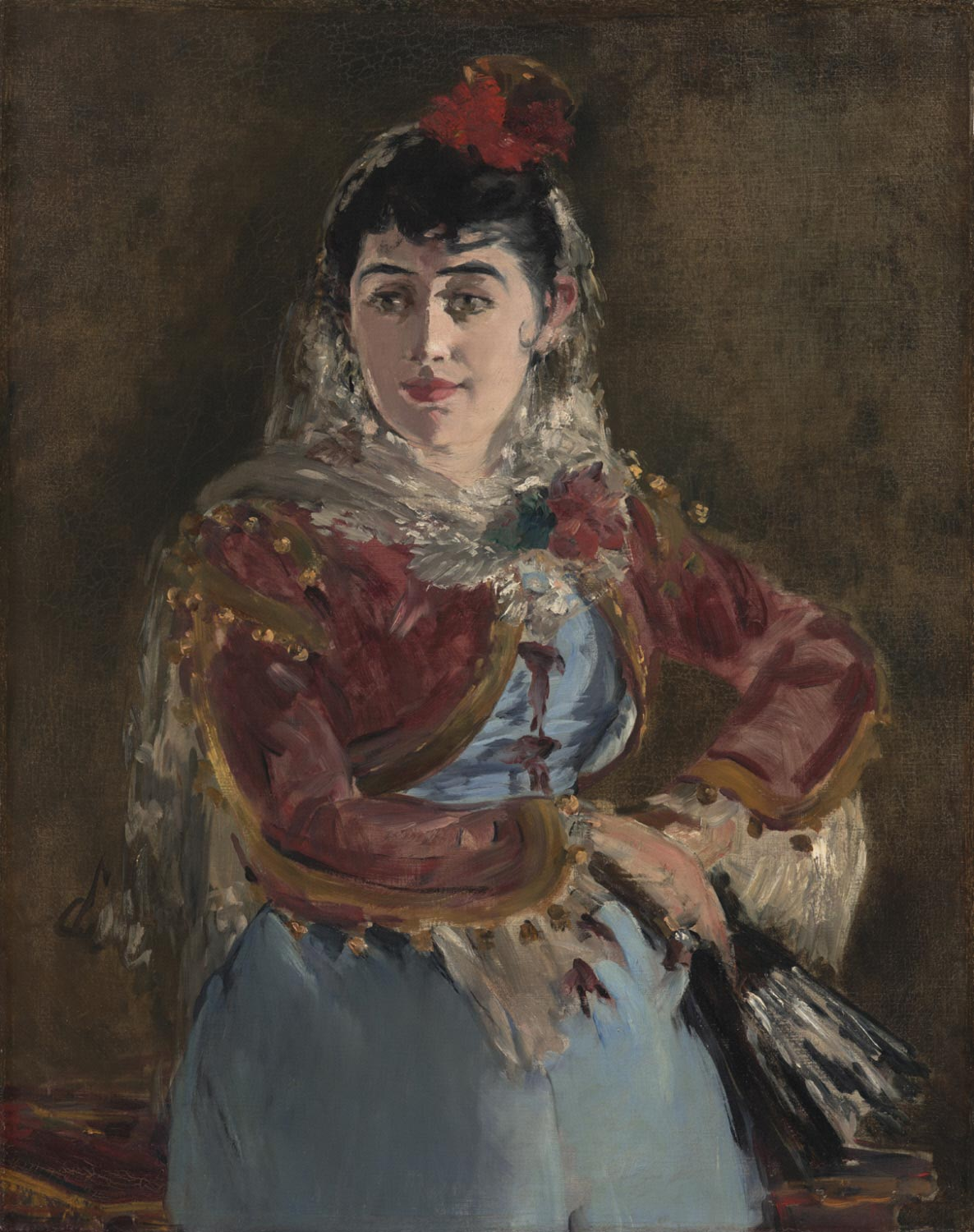
Édouard Manet:
Émilie Ambre als Carmen, 1880

Émilie Ambre, eigentlich Émilie Gabrielle Adèle Ambroise (* 6. Juni 1854 in Oran; † 1898 in Paris) war eine französische Opernsängerin (Sopran).  

## Leben
Émilie Gabrielle Adèle Ambroise kam im nordafrikanischen Oran als Tochter des Franzosen Étienne Ambroise und seiner Frau Olympe Romain zur Welt. Die Mutter starb als die Tochter zwei Jahre alt war. Sie erhielt ihre Ausbildung als Sängerin am Musikkonservatorium von Marseille und trat danach als Sopranistin unter dem Künstlernamen Émilie Ambre auf.
Ihr Bühnendebüt als Sängerin hatte sie in der Saison 1876–77 am Theater Koninklijke Schouwburg in Den Haag. Während ihres Aufenthaltes in den Niederlanden hatte sie eine Liebesbeziehung mit dem niederländischen König Wilhelm III. In ihrer 1885 veröffentlichten Autobiografie Émilie Ambre, une diva berichtete sie davon, dass der König ihr großzügige Geschenke machte, ihr den Titel einer Gräfin Ambroise verleihen wollte und ihr einen Heiratsantrag gemacht habe. Er sei sogar ihretwegen bereit gewesen, auf den Thron zu verzichten, wenn sie im Gegenzug ihre Bühnenkarriere aufgegeben hätte. Wie weit die Ausführungen der Sängerin der Wahrheit entsprechen, ist nicht bekannt. Zu einer Hochzeit kam es nicht und der König blieb im Amt.
1878 hatte sie in Giuseppe Verdis Oper La traviata ihren ersten Auftritt im Pariser Théâtre-Italien. Im selben Jahr sang sie als erste Interpretin in französischer Sprache die Oper Aida. Die Aufführung fand unter Leitung des Komponisten Verdi statt. Bei den Kritikern erntete sie wenig Lob und der Autor Beth Archer Brombert bescheinigte ihr ein mittelmäßiges Talent („middling talent“). In der Hoffnung auf größeren Erfolg unternahm sie 1879–1880 eine Tournee in die Vereinigten Staaten. Sie trat in New York, Boston und anderen Städten in der Titelrolle der Oper Carmen auf. Im Gepäck hatte sie bei dieser Reise das großformatige Gemälde Die Erschießung Kaiser Maximilians von Mexiko (heute Kunsthalle Mannheim) von Édouard Manet, das mit ihrer Mithilfe zur Ausstellung kam. Nach ihrer Rückkehr malte Manet ein Porträt Émilie Ambre in der Rolle als Carmen (heute Philadelphia Museum of Art), obschon sie in dieser Rolle nie in Frankreich zu sehen war.
1880 ging sie erneut auf Tournee in die Vereinigten Staaten. Mit der Opernkompanie von James Henry Maplesons sang sie in Philadelphia die Titelrolle in der Oper Mignon von Ambroise Thomas, die Marguerite in der Oper Faust von Charles Gounod und trat in der Titelrolle von Aida auf. Anschließend gastierten sie am French Opera House in New Orleans. Bei einer weiteren Tournee in die Vereinigten Staaten im Jahr 1881 übernahm sie neben Auftritten in Aida und Faust auch die Rolle der Violetta Valéry in Verdis La Traviata. 
Nach ihrer Rückkehr lebte sie zeitweilig im Pariser Vorort Bellevue. Sie heiratete den Organisten Émile Bouichère und leitete eine Gesangsschule in Paris.